# Десензитизација (психологија)
Десензитизација је елиминација или минимализовање физичких или психичких реакција на стимулус. Бихевиористички оријентисани социјални радници користе форму десентизације познату као систематску десентизацију како би помогли појединим клијентима да превазиђу одређене страхове или неефективне обрасце понашања.
На пример, агорафобни пацијенти, који се боје отвореног простора и друштвеним окупљањима изван своје куће, могу бити постепено стимулисани до повећају интеракције са спољним светом путем њиховог стављања у ситуације које су непријатне, али које не провоцирају панику код њих. Овладавање њиховим анксиозношћу у веома малим дозама може им омогућити да преузму веће кораке до самосталности. Десензитизација може бити алтернатива или додатак лековима за смањење анксиозности.